# 山本奈臣実
山本 奈臣実（やまもと なおみ、1983年3月15日 - ）は吉本興業に所属するお笑い芸人。兵庫県神戸市出身。吉本新喜劇。

## 人物・略歴
PL学園高等学校卒業。
趣味：読書・スポーツ観戦・カラオケ・料理 
特徴は、156cm・98kgの体格。

### 芸歴
2001年、中田ボタンに弟子入りした後、2003年に新喜劇入団。
登場すればぢゃいこ同様、太った体格をいじられる。ただし、ぢゃいこと違って小柄で力持ちではないため、下記の相撲取り系いじりが主。
いじり役は、小籔千豊、宇都宮まき、石田靖、内場勝則、安尾信乃助など。

## ギャグ
- 今別府直之やぢゃいこなどと相撲を取る形になり、「のこったのこった」(言うのは主に内場など)と言われる。
- 荷物などを受け取る時に関取の目録のように受け取る。
- 烏川耕一や川畑泰史に、「デブは嫌!」のようなことを言う。「お前が言うな!」と突っ込まれる。
- 共演者に豚みたいになるでなどと言われたあと笑い出し最後には豚鼻になり「豚なってるやん」といじられる。

## 出演番組
- よしもとモノマネGP（毎日放送、2009年2月21日）

CM
- 江崎グリコ ポッキーチョコレート 「Hello New Friend! 大阪」篇